# Киїк-кобинська культура
Киїк-кобинська культура — археологічна культура мустьєрської доби раннього палеоліту (дивіться Мустьєрська культура). Стоянки розташовані в печерах східної частини Кримських гір (Киїк-Коба, Пролом I, Буран-Кая III, Вовчий Грот).
Датуються часом 60–33 тис. років тому.
Кам'яні знаряддя — невеликих розмірів; серед них — численні гостроконечники дво- та однобічної обробки.
Вироби з кістки не характерні; часто трапляється ретушування на гальках.
Серед залишків мисливської здобичі переважають кістки велетенського та благородного оленів, сайги й коня.
На стоянці Киїк-Коба виявлено поховання неандертальської дитини.
Пам'ятки Киїк-кобинської культури не мають аналогів за межами Криму.